# Sclerolobium friburgense
Sclerolobium friburgense är en ärtväxtart som beskrevs av Hermann August Theodor Harms. Sclerolobium friburgense ingår i släktet Sclerolobium och familjen ärtväxter. Inga underarter finns listade i Catalogue of Life.